# Black Crosses
Black Crosses is een demoalbum van de Amerikaanse punkband Against Me! en werd als een bonus-cd weggegeven bij de heruitgave van het studioalbum White Crosses. De demo bevat opnames uit 2009 en akoestische nummers van opnamesessies uit 2010. White Crosses werd heruitgegeven op 26 juli 2011 door Total Treble Music, het label van Against Me! zelf. 26 juli is daarmee ook de uitgave voor deze demo, die toen als cd en muziekdownload uitgegeven werd. Op 9 augustus 2011 werd het als lp uitgegeven.

## Nummers
1. "White Crosses" - 3:14
2. "I Was a Teenage Anarchist" (akoestisch)	3:39
3. "Because of the Shame" (akoestisch) - 4:28
4. "The Western World" (Demo version of "Suffocation") - 3:55
5. "Strip Mall Parking Lots" - 2:21
6. "High Pressure Low" (akoestisch) - 4:18
7. "Hot Shots" - 1:49
8. "Spanish Moss" - 2:22
9. "Rapid Decompression" - 1:45
10. "Soul Surrender" - 2:06
11. "Lehigh Acres" - 3:36
12. "David Johansen's Soul" (akoestisch) - 2:49
13. "One by One" (akoestisch) - 3:35
14. "Bitter Divisions" - 3:10